# 2661 Биджовський
2661 Биджовський (2661 Bydžovský) — астероїд головного поясу, відкритий 23 березня 1982 року.
Тіссеранів параметр щодо Юпітера — 3,214.